# The Dinner
The Dinner es una película estadounidense de drama y suspense de 2017 dirigida y escrita por Oren Moverman, basada en la novela homónima de Herman Koch, protagonizada por Richard Gere, Steve Coogan, Laura Linney, Rebecca Hall, Chloë Sevigny y Charlie Plummer. Fue estrenada mundialmente en el Festival de Cine de Berlín el 10 de febrero de 2017. Fue estrenada en cines el 5 de mayo de 2017 por The Orchard.

## Reparto
- Richard Gere como Stan Lohman.[1]
- Steve Coogan como Paul Lohman.[1]
- Laura Linney como Claire Lohman.[1]
- Rebecca Hall como Katelyn Lohman.[1] Esposa de Stan.
- Chloë Sevigny como Barbara Lohman.[1]
- Charlie Plummer como Michael Lohman.[2]
- Adepero Oduye como Nina.[3]
- Michael Chernus como Dylan Heinz.
- Taylor Rae Almonte como Kamryn Vélez.
- Joel Bissonnette como Antonio.
- Laura Hajek como Anna.

## Producción

### Rodaje
La fotografía principal de la cinta comenzó el 21 de enero de 2016, en Dobbs Ferry (Nueva York). Más tarde la filmación se trasladaría a Gettysburg (Pensilvania) donde tuvo lugar en el Parque Militar Nacional de Gettysburg.

## Estreno
En mayo de 2016 The Orchard adquirió los derechos de distribución del film. Fue estrenada mundialmente en el Festival Internacional de Cine de Berlín el 10 de febrero de 2017. Fue estrenada en cines de Estados Unidos y otros países el 5 de mayo de 2017.